# Lunaria
Lunaria là chi thực vật có hoa trong họ Cải.